# 根子镇
根子镇，是中华人民共和国广东省茂名市高州市下辖的一个乡镇级行政单位。根子镇地处高州市东南部，全镇总面积87平方公里，相传古代此地有棵大榕树，树根子贯结成洞，后在近处形成圩集，名根子圩。镇因圩名。1950年设根子乡，1959年设根子公社，1983年改区，1987年建镇。镇政府驻根子圩。本镇通行涯话（即客家话），是高州为数不多的以讲涯为主的乡镇。當地是中國著名的荔枝產區。

## 行政区划
根子镇下辖以下地区：
根子社区、根子村、公垌村、到湾村、官垌村、高科村、浮山村、上坑村、茅坡村、柏桥村、元坝村、南邦村、田心村、水贝村、中间堂村、立石村、高田村和旧田村。 